# Trossos de Falset
Els Trossos de Falset són uns camps de conreu del municipi de Castell de Mur, al Pallars Jussà, a l'antic terme de Mur, en terres del poble del Meüll.
Estan situats just al costat septentrional del Mas de Falset, al capdamunt del coster coronat per aquesta masia. Al nord-oest hi ha l'Obagueta de Falset i al nord el lloc de l'Auberola.